# Tone (álbum)
Tone é o primeiro álbum de estúdio do baixista estado-unidense e membro da banda Pearl Jam, Jeff Ament, lançado em 16 de setembro de 2008 pela gravadora Monkeywrench. 3,000 cópias do álbum foram feitas e distribuídas em lojas independentes por todos os Estados Unidos, bem como pela página oficial do Pearl Jam. O álbum também foi disponibilizado para download na página do Pearl Jam por US$4.99.

## História
O álbum apresenta dez músicas escritas ao longo de 12 anos. O álbum foi gravado por Ament durante oito anos no Horseback Court, na cidade americana de Blue Mountain, Montana, onde fica o estúdio caseiro de Ament, e terminado em 2008. O ex-baterista da banda Three Fish, Richard Stuverud, tocou bateria em sete músicas e o vocalista da banda King's X, Doug Pinnick, fez os vocais na música "Doubting Thomasina". "The Forest" foi gravada pelo Pearl Jam, entretanto Eddie Vedder nunca gravou os vocais. A versão instrumental do Pearl Jam aparece no show de 2007, Immagine in Cornice. A versão da música em Tone teve os vocais gravados por Ament e a música retirada da fita demo original. O álbum foi mixado por Brett Eliason,que anteriormente havia trabalhado com Ament como engenheiro de som do Peal Jam. A arte da capa foi criada pelo próprio Ament. As músicas do álbum apresentam um estilo cru de rock experimental. 

## Faixas
1. "Just Like That" (1:33)
2. "Give Me a Reason" (3:15)
3. "Bulldozer" (2:44)
4. "Relapse" (4:33)
5. "Say Goodbye" (3:13)
6. "The Forest" (3:08)
7. "Life of a Salesman" (4:19)
8. "Doubting Thomasina" (4:08)
9. "Hi-Line" (4:03)
10. "The Only Cloud In the Sky" (1:55)

- todas escritas por Jeff Ament

## Equipe
- Jeff Ament – todos os instrumentos, gravações adicionais, arte

Músicos adicionais e produção
- Matt Bayles, John Burton – gravações adicionais
- Brett Eliason – gravação, mixagem
- Joe Gastwirt – masterização de áudio
- Doug Pinnick – vocal em "Doubting Thomasina"
- Richard Stuverud – bateria, vocal de apoio